# بونوح
بونوح (به عربی: بونوح) یک شهرداری در الجزایر است که در تیزی وزو واقع شده‌است. بونوح ۲۶٫۹۹ کیلومتر مربع مساحت و ۹٬۷۳۱ نفر جمعیت دارد.